# Campionati del mondo di atletica leggera 1993 - Marcia 20 km
La gara di marcia 20 km si tenne il 15 agosto 1993: alla partenza ci furono 48 atleti.

## Classifica finale
| Pos          | Atleta                       | Tempo   | Note |
| ------------ | ---------------------------- | ------- | ---- |
| 1            | Valentí Massana (ESP)        | 1:22:31 |      |
| 2            | Giovanni De Benedictis (ITA) | 1:23:06 |      |
| 3            | Daniel Plaza (ESP)           | 1:23:18 |      |
| 4            | Jaime Barroso (ESP)          | 1:23:41 |      |
| 5            | Yevgeniy Misyulya (BLR)      | 1:23:45 |      |
| 6            | Sérgio Galdino (BRA)         | 1:23:51 |      |
| 7            | Robert Ihly (GER)            | 1:24:21 |      |
| 8            | Igor Kollár (SVK)            | 1:24:23 |      |
| 9            | Ignacio Zamudio (MEX)        | 1:24:32 |      |
| 10           | Sándor Urbanik (HUN)         | 1:24:10 |      |
| 11           | Héctor Moreno (COL)          | 1:24:43 |      |
| 12           | Viktor Mostovik (MDA)        | 1:24:53 |      |
| 13           | Arturo Di Mezza (ITA)        | 1:24:59 |      |
| 14           | Jacek Muller (POL)           | 1:25:24 |      |
| 15           | Pavol Blažek (SVK)           | 1:25:31 |      |
| 16           | Jean-Olivier Brosseau (FRA)  | 1:25:53 |      |
| 17           | Jozef Pribilinec (SVK)       | 1:26:11 |      |
| 18           | Allen James (USA)            | 1:26:53 |      |
| 19           | Vladimir Andreev (RUS)       | 1:27:01 |      |
| 20           | Tim Berrett (CAN)            | 1:27:08 |      |
| 21           | Denis Langlois (FRA)         | 1:28:02 |      |
| 22           | Stefan Johansson (SWE)       | 1:28:02 |      |
| 23           | Tsutomu Takushima (JPN)      | 1:28:39 |      |
| 24           | Nick A'Hern (AUS)            | 1:28:47 |      |
| 25           | Viktoras Meškauskas (LTU)    | 1:28:57 |      |
| 26           | Chris Maddocks (GBR)         | 1:29:22 |      |
| 27           | Scott Nelson (NZL)           | 1:30:17 |      |
| 28           | Jan Staaf (SWE)              | 1:30:29 |      |
| 29           | Gyula Dudás (HUN)            | 1:30:46 |      |
| 30           | Darrell Stone (GBR)          | 1:32:55 |      |
| 31           | Grigoriy Kornev (RUS)        | 1:33:16 |      |
| 32           | Hatem Ghoula (TUN)           | 1:33:24 |      |
| 33           | Vladimir Ostrovskiy (ISR)    | 1:35:41 |      |
| 34           | Abdelwahab Ferguene (ALG)    | 1:35:48 |      |
| 35           | Sverre Jensen (NOR)          | 1:35:53 |      |
| Ritirati     |                              |         |      |
| —            | Andrew Penn (GBR)            | DNF     |      |
| —            | Frants Kostyukevich (BLR)    | DNF     |      |
| —            | Li Mingcai (CHN)             | DNF     |      |
| —            | Valeriy Borisov (KAZ)        | DNF     |      |
| —            | Sergey Shildkret (AZE)       | DNF     |      |
| Squalificati |                              |         |      |
| —            | Hirofumi Sakai (JPN)         | DSQ     |      |
| —            | Costică Bălan (ROM)          | DSQ     |      |
| —            | Yuriy Kuko (BLR)             | DSQ     |      |
| —            | Mikhail Shchennikov (RUS)    | DSQ     |      |
| —            | Bernardo Segura (MEX)        | DSQ     |      |
| —            | Daniel García (MEX)          | DSQ     |      |
| —            | Walter Arena (ITA)           | DSQ     |      |
| —            | Jonathan Matthews (USA)      | DNS     |      |